# Lucas Demare
Lucas Demare (Buenos Aires, 14 luglio 1910 – Buenos Aires, 6 settembre 1981) è stato un regista, sceneggiatore e produttore cinematografico argentino, di origine italiana, negli anni 1940, 1950 e 1960.

## Biografia
Nacque in una famiglia di musicisti, il padre era violinista mentre il fratello pianista. Dopo aver iniziato a studiare piano passò alla fisarmonica unendosi poi all'"Orquesta Tipica Argentina" diretta dal fratello. Iniziò casualmente a lavorare in un paio di produzioni cinematografiche spagnole e rimase folgorato tanto da rinunciare alla sua retribuzione e lavorare gratis nel mondo del cinema. La sua ascesa fu però molto rapida e fu fermata solo dalla Guerra Civile spagnola che gli impedì di dirigere il suo primo film e lo costrinse a lasciare il paese. 
Tornò a lavorare con il fratello girando diversi paesi fino al rientro definitivo in Argentina dove cercò subito di entrare nell'industria del cinema locale. In breve tempo divenne un affermato sceneggiatore e apprezzato regista.
Nel 1943 il suo film La guerra gaucha (1942), 
vinse il premio della critica cinematografica Argentina come miglior regista, miglior film e numerosi altri premi; il film è infatti considerato dai critici argentini uno dei migliori film nella storia del cinema argentino. Ha vinto altri premi tra cui miglior film e miglior regista per Su mejor alumno (1944) al Premio della critica cinematografica argentina del 1945. Ha scritto e diretto altri film come El cura gaucho (1941), La calle grita (1948), Mi noche triste (1951), Zafra (1958) e La Boda (1964). Il suo ultimo film da regista è stato Hombres de mar nel 1977. Nel 1964 è stato membro della giuria al 14º Festival Internazionale del Cinema di Berlino. Fu membro della Massoneria.
Morì di infarto all'età di 71 anni nel 1981.
Suo fratello era il compositore Lucio Demare che ha scritto diverse colonne sonore per le produzioni di Lucas.

## Filmografia come regista

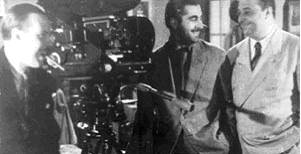
Lucas Demare tra gli sceneggiatori Homero Manzi (a destra) e Ulyses Petit de Murat (1942)

- Dos amigos y un amor (1938)
- 24 horas en libertad (1939)
- Corazón de turco (1940)
- El Hijo del barrio (1940)
- Chingolo (1940)
- The Gaucho Priest (1941)
- El Viejo Hucha (1942)
- La guerra gaucha (1942)
- His Best Student (1944)
- Savage Pampas (1945)
- Nunca te diré adiós (1947)
- Como tú lo soñaste (1947)
- La Calle grita (1948)
- La Culpa la tuvo el otro (1950)
- Mi noche triste (1951)
- Los Isleros (1951)
- Payaso (1952)
- Un Guapo del 900 (1952)
- The Seducer of Granada (1953)
- Guacho (1954)
- Mercado de abasto (1955)
- Después del silencio (1956)
- Sangre y acero (1956)
- El Último perro (1956)
- Zafra (1958)
- Behind a Long Wall (1958)
- Mi esqueleto (1959)
- Plaza Huincul (Pozo Uno) (1960)
- Thirst (1960)
- Italia di notte n. 1 (1964)
- La Boda (1964)
- Los Guerrilleros (1965)
- Sentencia para un traidor (1967)
- La Cigarra está que arde (1967)
- Rutas para la Mesopotamia (1968)
- Humo de Marihuana] (1968)
- Pájaro loco (1971)
- La Madre María (1974)
- Solamente ella (1975)
- Hombres de mar (1977)